# Wildflower (serie televisiva)
Wildflower è una serie televisiva filippina trasmessa su ABS-CBN dal 13 febbraio 2017 al 9 febbraio 2018.

## Trama
La storia ruota attorno a Lily Cruz che (insieme alla sua famiglia) cade vittima della spietata famiglia Ardiente. Emilia Torillo, la matriarca di fatto della famiglia Ardiente, ordinò a un assassino di assassinare Camia Cruz e Dante Cruz, i genitori di Lily. All'insaputa dell'Emilia, Lily sopravvisse al massacro. Lily è stata portata a Prianka Aguas, una donna d'affari miliardaria, che l'ha adottata. Lily cambiò identità per diventare Ivy Aguas, una donna volitiva. Ritorna a Poblacion Ardiente come Ivy per vendicare i suoi genitori e tutti gli altri che sono stati vittime della malvagia famiglia Ardiente.

## Personaggi
- Ivy P. Aguas / Lily Cruz (stagioni 1-4), interpretata da Maja Salvador
- Julio Ardiente (stagioni 1-4), interpretato da Tirso Cruz III
- Helena Montoya (stagione 3, ospite speciale; stagione 4, principale) / Red Dragon (stagione 3, ospite speciale; stagione 4, principale), interpretata da Zsa Zsa Padilla
- Emilia Ardiente-Torillo (stagioni 1-4), interpretata da Aiko Melendez
- Diego Torillo (stagione 1, secondario; stagioni 2-4, principale), interpretato da Joseph Marco
- Camia Delos Santos-Cruz / Jasmine (stagione 1), interpretata da Sunshine Cruz
- Raul Torillo (stagioni 1-4) / Fake Jaguar (stagioni 2-4), interpretato da Wendell Ramos
- Arnaldo Ardiente Torillo (stagione 1, secondario; stagioni 2-4, principale), interpretato da RK Bagatsing
- Jepoy Madrigal (stagione 1, secondario; stagioni 2-4, principale), interpretato da Vin Abrenica
- Rosana "Ana" Navarro-Madrigal (stagioni 2-3, secondarie; stagione 4, principale) / Fake Lily Cruz (stagioni 2-3, secondaria), interpretata da Yen Santos
- Avvocato Dante Cruz (stagioni 1, 4, ospite speciale) / Damian Cruz (stagione 3, secondario; stagione 4, principale) / Real Jaguar (stagione 3, secondario; stagione 4, principale), interpretato da Christian Vasquez
- Natalie Alcantara (stagioni 1-3, secondaria; stagione 4, principale), interpretata da Roxanne Barcelo
- Marlon Cabrera (stagioni 2-3, secondario; stagione 4, principale), interpretato da Miko Raval

## Colonna sonora
1. Wildflower – Arnel Pineda (tema principale)
2. Sa 'Yo - Silent Sanctuary (tema di Diego e Ivy)
3. Hindi Kita Iiwan - Joseph Marco